# Армор (система)
«АРМОР» (укр. Автоматизоване Робоче Місце Оперативного Робітника) — інтегрована інформаційно-пошукова система Міністерства внутрішніх справ України (ІІПС «Армор», також ІІПС ОВС), розроблена УМВС в Луганській області під керівництвом Андрєєва Максима Валерійовича, прийнята за базову у всіх обласних МВСУ з 2002 року. Використовується система керування базами даних Oracle. Автоматизовані робочі місця встановлені у міських районних відділах, зв'язок переважно забезпечується за технологією DSL, мобільні робочі місця можуть під'єднуватись до системи віртуальними приватними каналами стільникових операторів зв'язку. Функції системи: пошукові, облікові, довідкові, прогнозуючі.

## Інформаційні підсистеми
- АІС «Особа» — для обліку осіб криміногенних категорій, використовується для проведення оперативно-розшукових дій.
- АІС «Нерозкриті злочини» — використовується для отримання інформації про ідентичні нерозкриті злочини за їх описом.
- АІС «Ф-26» — облік осіб, які відбули покарання
- АІС «Арсенал», АІС «Зброя мисливців»

Загалом система «АРМОР» об'єднує 19 комп'ютерних інформаційних підсистем.

## Історія розвитку на прикладі Львівської області
26 грудня 1974 року — встановлення ЕОМ «Мінськ-32», створення перших автоматизованих систем «Профілактика — пошук», «Статистика», «Розшук».
1979 р. — укомплектування ЕОМ серії «ЕС», створення систем оперативно-службового характеру: «Автомобіль», «Адміністративні правопорушення», «Відрядження».
1988 р. — створення баз даних з обліку криміногенної категорії осіб, номерних речей, зброї, транспорту, нерозкритих злочинів
1996 р. — між підрозділами правоохоронних органів створена комп'ютерна мережа.

## База даних «Громадянин»
В зв'язку зі створенням Громадських рад з питань забезпечення прав людини у 2008 році у ряді областей створена база даних «Громадянин» де фіксуються такі дані:
1. ОВС
2. Число, місяць, рік.
3. Прізвище оперативного чергового
4. Категорія громадянина:
4.1. Запрошені до службових приміщень, для проведення слідчо-оперативних дій
4.1.1. прізвище, ініціали й по батькові, число, місяць, рік народження, місце мешкання запрошеного громадянина, а також посада та прізвище співробітника до якого він запрошений
4.1.2. з якою метою запрошений
4.1.3. час прибуття до ОВС громадянина
4.1.4. час виклику медичного працівника
4.1.5. за чиєю ініціативою викликався медичний працівник (співробітника поліції чи громадянина)
4.1.6. час прибуття швидкої медичної допомоги та прізвище медичного працівника, який проводив огляд.
4.1.7. результат проведеного медичного огляду (діагноз, надана медична допомога на місці, госпіталізований)
4.1.7. вбачається вина співробітника міліції чи ні (посада, прізвище, ім'я, по батькові, число, місяць, рік народження, в посаді, в ОВС, наявність дисциплінарних стягнень) в погіршенні стану здоров'я громадянина
4.1.8. призначено проведення службової перевірки чи ні. Посада та прізвище працівника, якому доручено проведення службової перевірки.
4.1.9. результати службової перевірки (підтвердилась чи не підтвердилась вина співробітника міліції)
4.1.10. вжиті заходи реагування до винного співробітника поліції (оголошено зауваження, догана, сувора догана, попереджено про неповну посадову відповідність, звільнено з ОВС)
4.2. Доставлені
4.2.1. прізвище, ініціали й по батькові громадянина, число, місяць, рік народження, місце мешкання, о котрій годині й за яке правопорушення чи скоєння якого злочину він доставлений.
4.2.2. посада, прізвище співробітника, який доставив громадянина
4.2.2. номер запису у книзі обліку доставлених осіб
4.2.3. наявність видимих тілесних ушкоджень на час доставляння
4.2.4. поміщався доставлений громадянин до кімнати затриманих чи ні
4.2.5. посада та прізвище співробітника, якому доручено розгляд обставин.
4.2.6. Вжиті заходи до доставленого громадянина (складено адміністративний протокол, №, чи затриманий в порядку ст..106, 115 КПК України)
4.2.7. час виклику медичного працівника
4.2.8. за чиєю ініціативою викликався медичний працівник (співробітника поліції чи громадянина)
4.2.9. час прибуття швидкої медичної допомоги та прізвище медичного працівника, який проводив огляд.
4.2.10. результат проведеного медичного огляду (діагноз, надана медична допомога на місці, госпіталізований)
4.2.11. вбачається вина співробітника міліції чи ні (посада, прізвище, ім'я, по батькові, число, місяць, рік народження, в посаді, в ОВС, наявність дисциплінарних стягнень) в погіршенні стану здоров'я громадянина
4.2.12. призначено проведення службової перевірки чи ні. Посада та прізвище працівника, якому доручено проведення службової перевірки.
4.2.13. результати службової перевірки (підтвердилась чи не підтвердилась вина співробітника міліції)
4.2.14. вжиті заходи реагування до винного співробітника міліції (оголошено зауваження, догана, сувора догана, попереджено про неповну посадову відповідність, звільнено з ОВС)
4.3. Затримані
4.3.1. посада, прізвище чергового та постового по ІТТ
4.3.2. прізвище, ініціали й по батькові, число, місяць, рік народження, місце мешкання затриманого громадянина, за який вид злочину чи правопорушення він затриманий
4.3.3. дата та час затримання громадянина, за якою статтею 106, 115 КПК України чи 263 КУпАП України
4.3.4. посада, прізвище співробітника, який затримав громадянина
4.3.5. час виклику медичного працівника
4.3.6. за чиєю ініціативою викликався медичний працівник (співробітника поліції чи громадянина)
4.3.7. час прибуття швидкої медичної допомоги та прізвище медичного працівника, який проводив огляд.
4.3.8. результат проведеного медичного огляду (діагноз, надана медична допомога на місці, госпіталізований)
4.3.9. вбачається вина співробітника міліції чи ні (посада, прізвище, ім'я, по батькові, число, місяць, рік народження, в посаді, в ОВС, наявність дисциплінарних стягнень) в погіршенні стану здоров'я громадянина
4.3.10. призначено проведення службової перевірки чи ні. Посада та прізвище працівника, якому доручено проведення службової перевірки.
4.3.11. результати службової перевірки (підтвердилась чи не підтвердилась вина співробітника поліції)
4.3.12. вжиті заходи реагування до винного співробітника поліції (оголошено зауваження, догана, сувора догана, попереджено про неповну посадову відповідність, звільнено з ОВС)
4.4. Заарештовані
4.4.1. посада, прізвище чергового та постового по ІТТ
4.4.2. прізвище, ініціали й по батькові, число, місяць, рік народження, місце мешкання заарештованого, за який вид злочину чи правопорушення він заарештований
4.4.3. час виклику медичного працівника
4.4.4. за чиєю ініціативою викликався медичний працівник (співробітника поліції чи громадянина)
4.4.5. час прибуття швидкої медичної допомоги та прізвище медичного працівника, який проводив огляд.
4.4.6. результат проведеного медичного огляду (діагноз, надана медична допомога на місці, госпіталізований)
4.4.7. вбачається вина співробітника міліції чи ні (посада, прізвище, ім'я, по батькові, число, місяць, рік народження, в посаді, в ОВС, наявність дисциплінарних стягнень) в погіршенні стану здоров'я громадянина
4.4.8. призначено проведення службової перевірки чи ні. Посада та прізвище працівника, якому доручено проведення службової перевірки.
4.4.9. результати службової перевірки (підтвердилась чи не підтвердилась вина співробітника поліції)
4.4.10. вжиті заходи реагування до винного співробітника поліції (оголошено зауваження, догана, сувора догана, попереджено про неповну посадову відповідність, звільнено з ОВС)